# HOTひろさき
HOTひろさき（ホットひろさき）は、青森放送（RAB）弘前支社の制作で放送されていたラジオ番組。放送時間は毎週土曜 16:50 - 17:45。
2017年3月25日までは16:00 - 17:00の時間帯に弘前中継局（周波数1215kHz）および深浦中継局（1485kHz）のエリアのみで放送されていたが、2017年4月より八戸支社制作の『ふれあい八戸土曜スタジオ』と共に青森県全域での放送に移行し、放送時間が変更になった。これに伴い、radikoでも当番組を聴取できるようになった。2022年3月26日をもって、32年8か月・1678回にわたる放送が終了した。後継番組は、ライスボールがMCを務めるらぶひろ（17:00 - 17:45）。

## パーソナリティー

### 最終回時点

#### MC
- 奈良岡香織 - 同日放送の生放送番組の弘前ラジオカーレポーターも担当[2]。なお、奈良岡は、番組最終回に先立ち、前週19日の放送をもって卒業した[3]。
- 横山ひでき

#### ラジオカーレポーター
- 山谷真由美 - 2014年9月までは、青森放送本局の『こちら松森一丁目らじお倶楽部』のラジオカーレポーターであったが、録音番組に変わったため弘前の番組に移った。
- 三浦由起子 - 三浦は、奈良岡とは異なり、｢夢ラジオ｣のラジオカーレポーターを担当しなかった。[4]
- 大瀬香織 - 以前、1年間だけ『夢ラジオ』のラジオカーレポーターを担当。

#### コーナー担当
- 水嶋優子（管理栄養士） - ｢プリーズ!プリーズ!まま3杯｣を担当。なお、水嶋のみ、後継番組『らぶひろ』に引き続き出演する。

### 過去

#### MC
- 綱川和夫（弘前支社勤務時代担当）
- 増田由美子

#### 過去のコーナー
- 交通情報
- ゲストコーナー（弘前市及びその周辺で活動している人物を迎えてのトークコーナー）
- カモン！日産サニー弘前

ほか

## その他
- 1991年9月28日は、青森県に大きな被害をもたらした台風19号に関する情報を放送するため、本番組を休止し、青森本社と同じ内容を放送した[5]。